# 金家庄镇
金家庄镇，原为金家庄乡，是中华人民共和国山西省吕梁市柳林县下辖的一个乡镇级行政单位。2021年5月28日，撤乡设镇。

## 行政区划
金家庄镇下辖以下地区：
金家庄村、加善村、苏家庄村、王家岭村、南辛安村、北辛安村、明家焉村、下嵋芝村、前庄上村、畈底村、舍科村、中嵋芝村和曹家崖底村。